# Liga Mexicana de Béisbol 1998
La Temporada 1998 de la Liga Mexicana de Béisbol fue la edición 74. El equipo campeón resultó ser Guerreros de Oaxaca ganando el único título de su historia apenas en su tercera temporada en la liga. Bajo el mando de Nelson Barrera actuando como mánager-jugador, Oaxaca superó en la Serie Final por barrida a los Acereros del Norte quienes eran dirigidos por Aurelio Rodríguez.
Para esta temporada los Petroleros de Poza Rica se convierten en los Mayas de Chetumal, equipo que sólo estuvo un año en la liga; los Potros de Minatitlán se convirtieron en los Cafeteros de Córdoba. Por otro lado, los "Langosteros de Quintana Roo" cambian su nombre a Langosteros de Cancún.
Se continuaba con el formato de tres zonas (norte, centro y sur) que se había establecido desde 1996. El calendario constaba de 122 partidos divididos en 2 vueltas.

## Equipos participantes
| Liga Mexicana de Béisbol 1998 |                              |           |                                        |                          |             |
| Zona                          | Equipo                       | Fundación | Ciudad                                 | Estadio                  | Capacidad   |
| Norte                         | Acereros del Norte           | 1974      | Monclova, Coahuila                     | Monclova                 | 8,500       |
| Norte                         | Algodoneros de Unión Laguna  | 1940      | Torreón, Coahuila                      | Revolución               | 9,500       |
| Norte                         | Broncos de Reynosa           | 1963      | Reynosa, Tamaulipas                    | Adolfo López Mateos      | 10,000      |
| Norte                         | Saraperos de Saltillo        | 1970      | Saltillo, Coahuila                     | Francisco I. Madero      | 16,000      |
| Norte                         | Sultanes de Monterrey        | 1939      | Monterrey, Nuevo León                  | Monterrey                | 22,061      |
| Norte                         | Tecolotes de los Dos Laredos | 1940      | Nuevo Laredo, Tamaulipas Laredo, Texas | La Junta Veterans Field  | 7,800 5,000 |
| Centro                        | Cafeteros de Córdoba         | 1934      | Córdoba, Veracruz                      | "Beisborama"             | 12,000      |
| Centro                        | Diablos Rojos del México     | 1940      | México, D. F.                          | Seguro Social            | 25,000      |
| Centro                        | Guerreros de Oaxaca          | 1996      | Oaxaca, Oaxaca                         | Eduardo Vasconcelos      | 7,200       |
| Centro                        | Rieleros de Aguascalientes   | 1975      | Aguascalientes, Aguascalientes         | Alberto Romo Chávez      | 6,494       |
| Centro                        | Tigres Capitalinos           | 1955      | México, D. F.                          | Seguro Social            | 25,000      |
| Sur                           | Langosteros de Cancún        | 1996      | Cancún, Quintana Roo                   | Beto Ávila               | 9,500       |
| Sur                           | Leones de Yucatán            | 1954      | Mérida, Yucatán                        | Kukulcán                 | 14,917      |
| Sur                           | Mayas de Chetumal            | 1998      | Chetumal, Quintana Roo                 | Nachan Ka'an             | 5,000       |
| Sur                           | Olmecas de Tabasco           | 1975      | Villahermosa, Tabasco                  | Centenario 27 de Febrero | 8,500       |
| Sur                           | Piratas de Campeche          | 1980      | Campeche, Campeche                     | Leandro Domínguez        | 6,000       |

## Posiciones

### Primera Vuelta
| Zona Norte   | Zona Norte | Zona Norte | Zona Norte | Zona Norte | Zona Norte |
| Equipo       | JG         | JP         | PCT        | JV         | PTS        |
| ------------ | ---------- | ---------- | ---------- | ---------- | ---------- |
| Monterrey    | 39         | 23         | .629       | -          | 7.5        |
| Monclova     | 39         | 23         | .629       | -          | 7.5        |
| Unión Laguna | 26         | 36         | .419       | 13.0       | 6.5        |
| Dos Laredos  | 25         | 34         | .403       | 14.0       | 5.75       |
| Saltillo     | 25         | 34         | .403       | 14.0       | 5.75       |
| Reynosa      | 24         | 38         | .387       | 15.0       | 5          |

| Zona Centro    | Zona Centro | Zona Centro | Zona Centro | Zona Centro | Zona Centro |
| Equipo         | JG          | JP          | PCT         | JV          | PTS         |
| -------------- | ----------- | ----------- | ----------- | ----------- | ----------- |
| México         | 41          | 20          | .661        | -           | 8           |
| Tigres         | 36          | 25          | .590        | 4.5         | 7           |
| Oaxaca         | 35          | 27          | .565        | 6.0         | 6.5         |
| Aguascalientes | 34          | 28          | .548        | 7.0         | 6           |
| Córdoba        | 16          | 46          | .258        | 25.0        | 5.5         |

| Zona Sur | Zona Sur | Zona Sur | Zona Sur | Zona Sur | Zona Sur |
| Equipo   | JG       | JP       | PCT      | JV       | PTS      |
| -------- | -------- | -------- | -------- | -------- | -------- |
| Tabasco  | 39       | 23       | .629     | -        | 8        |
| Cancún   | 31       | 30       | .508     | 7.5      | 7        |
| Campeche | 30       | 32       | .484     | 9.0      | 6.5      |
| Yucatán  | 29       | 33       | .468     | 10.0     | 6        |
| Chetumal | 26       | 36       | .419     | 13.0     | 5.5      |

### Segunda Vuelta
| Zona Norte   | Zona Norte | Zona Norte | Zona Norte | Zona Norte | Zona Norte |
| Equipo       | JG         | JP         | PCT        | JV         | PTS        |
| ------------ | ---------- | ---------- | ---------- | ---------- | ---------- |
| Monterrey    | 41         | 16         | .719       | -          | 8          |
| Monclova     | 36         | 23         | .610       | 6.0        | 7          |
| Unión Laguna | 29         | 31         | .483       | 13.5       | 6.5        |
| Reynosa      | 27         | 31         | .466       | 14.5       | 6          |
| Saltillo     | 25         | 32         | .439       | 16.0       | 5.5        |
| Dos Laredos  | 25         | 34         | .424       | 17.0       | 5          |

| Zona Centro    | Zona Centro | Zona Centro | Zona Centro | Zona Centro | Zona Centro |
| Equipo         | JG          | JP          | PCT         | JV          | PTS         |
| -------------- | ----------- | ----------- | ----------- | ----------- | ----------- |
| México         | 40          | 20          | .667        | -           | 8           |
| Tigres         | 36          | 23          | .610        | 3.5         | 7           |
| Oaxaca         | 33          | 23          | .589        | 5.0         | 6.5         |
| Aguascalientes | 23          | 35          | .397        | 16.0        | 6           |
| Córdoba        | 21          | 37          | .362        | 18.0        | 5.5         |

| Zona Sur | Zona Sur | Zona Sur | Zona Sur | Zona Sur | Zona Sur |
| Equipo   | JG       | JP       | PCT      | JV       | PTS      |
| -------- | -------- | -------- | -------- | -------- | -------- |
| Cancún   | 31       | 26       | .544     | -        | 8        |
| Yucatán  | 28       | 30       | .483     | 3.5      | 7        |
| Tabasco  | 27       | 31       | .466     | 4.5      | 6.5      |
| Chetumal | 25       | 31       | .446     | 5.5      | 6        |
| Campeche | 17       | 41       | .293     | 14.5     | 5.5      |

### Global
| Zona Norte   | Zona Norte | Zona Norte | Zona Norte | Zona Norte | Zona Norte |
| Equipo       | JG         | JP         | PCT        | JV         | PTS        |
| ------------ | ---------- | ---------- | ---------- | ---------- | ---------- |
| Monterrey    | 80         | 39         | .662       | -          | 15.5       |
| Monclova     | 75         | 46         | .620       | 6.0        | 14.5       |
| Unión Laguna | 55         | 67         | .451       | 26.5       | 13         |
| Reynosa      | 51         | 69         | .425       | 29.5       | 11         |
| Saltillo     | 50         | 69         | .420       | 30.0       | 11.25      |
| Dos Laredos  | 50         | 71         | .413       | 31.0       | 11.5       |

| Zona Centro    | Zona Centro | Zona Centro | Zona Centro | Zona Centro | Zona Centro |
| Equipo         | JG          | JP          | PCT         | JV          | PTS         |
| -------------- | ----------- | ----------- | ----------- | ----------- | ----------- |
| México         | 81          | 41          | .664        | -           | 16          |
| Tigres         | 72          | 48          | .600        | 8.0         | 14          |
| Oaxaca         | 68          | 50          | .576        | 11.0        | 13          |
| Aguascalientes | 57          | 63          | .475        | 23.0        | 12          |
| Córdoba        | 37          | 83          | .308        | 43.0        | 11          |

| Zona Sur | Zona Sur | Zona Sur | Zona Sur | Zona Sur | Zona Sur |
| Equipo   | JG       | JP       | PCT      | JV       | PTS      |
| -------- | -------- | -------- | -------- | -------- | -------- |
| Tabasco  | 66       | 54       | .550     | -        | 14.5     |
| Cancún   | 62       | 56       | .525     | 3.0      | 15       |
| Yucatán  | 57       | 63       | .475     | 9.0      | 13       |
| Chetumal | 51       | 67       | .432     | 14.0     | 11.5     |
| Campeche | 47       | 73       | .392     | 19.0     | 12       |

| Clasificado a los playoffs |

## Juego de Estrellas
El Juego de Estrellas de la LMB se realizó el 1 de junio en el Estadio Kukulcán de Mérida, Yucatán. La Zona Sur ganó 3-1 a la Zona Norte. Los lanzadores abridores fueron Ángel Moreno por el Sur y Jesús "Chito" Ríos por el Norte. El dominicano Ramón Espinoza de los Diablos Rojos del México fue elegido el Jugador Más Valioso del partido.

## Postemporada
Calificaron los 2 primeros lugares de cada zona de acuerdo al puntaje y de los 10 equipos restantes, calificaron los 2 mejores en porcentaje, sin embargo al haber terminado con el mismo porcentaje las novenas de Yucatán y Aguascalientes, debido a que estos últimos perdieron una doble cartelera el último día de la temporada ante el México en el Parque del Seguro Social y Yucatán venciera a Oaxaca en el último día de la temporada, dichas novenas al terminar empatadas en el octavo lugar con el mismo porcentaje, se enfrentaron en un juego de desempate en el Parque Kululcan resultando vencedora la Novena Yucateca, clasificando a play off para luego ser eliminada en cuatro juegos por los Sultanes de Monterrey. Se enfrentaron los siguientes equipos:
|  | Primer Play Off | Primer Play Off | Primer Play Off |           |        | Segundo Play Off | Segundo Play Off | Segundo Play Off |  |        | Final  | Final | Final |  |
|  |                 |                 |                 |           |        |                  |                  |                  |  |        |        |       |       |  |
|  |                 |                 |                 |           |        |                  |                  |                  |  |        |        |       |       |  |
|  | Oaxaca          | Oaxaca          | 4               |           |        |                  |                  |                  |  |        |        |       |       |  |
|  | Oaxaca          | Oaxaca          | 4               |           |        |                  |                  |                  |  |        |        |       |       |  |
|  | México          | México          | 2               |           |        |                  |                  |                  |  |        |        |       |       |  |
|  | México          | México          | 2               |           | Oaxaca | Oaxaca           | 4                |                  |  |        |        |       |       |  |
|  |                 |                 |                 |           | Oaxaca | Oaxaca           | 4                |                  |  |        |        |       |       |  |
|  |                 |                 | Monterrey       | Monterrey | 3      |                  |                  |                  |  |        |        |       |       |  |
|  | Yucatán         | Yucatán         | Monterrey       | Monterrey | 3      | 0                |                  |                  |  |        |        |       |       |  |
|  | Yucatán         | Yucatán         |                 |           |        |                  |                  |                  |  |        |        |       |       |  |
|  | Monterrey       | Monterrey       | 4               |           |        |                  |                  |                  |  |        |        |       |       |  |
|  | Monterrey       | Monterrey       | 4               |           |        |                  |                  |                  |  | Oaxaca | Oaxaca | 4     |       |  |
|  |                 |                 |                 |           |        |                  |                  |                  |  | Oaxaca | Oaxaca | 4     |       |  |
|  |                 |                 | Monclova        | Monclova  | 0      |                  |                  |                  |  |        |        |       |       |  |
|  | Tabasco         | Tabasco         | Monclova        | Monclova  | 0      | 2                |                  |                  |  |        |        |       |       |  |
|  | Tabasco         | Tabasco         |                 |           |        |                  |                  |                  |  |        |        |       |       |  |
|  | Tigres          | Tigres          | 4               |           |        |                  |                  |                  |  |        |        |       |       |  |
|  | Tigres          | Tigres          | 4               |           | Tigres | Tigres           | 3                |                  |  |        |        |       |       |  |
|  |                 |                 |                 |           | Tigres | Tigres           | 3                |                  |  |        |        |       |       |  |
|  |                 |                 | Monclova        | Monclova  | 4      |                  |                  |                  |  |        |        |       |       |  |
|  | Cancún          | Cancún          | Monclova        | Monclova  | 4      | 2                |                  |                  |  |        |        |       |       |  |
|  | Cancún          | Cancún          |                 |           |        |                  |                  |                  |  |        |        |       |       |  |
|  | Monclova        | Monclova        | 4               |           |        |                  |                  |                  |  |        |        |       |       |  |
|  | Monclova        | Monclova        | 4               |           |        |                  |                  |                  |  |        |        |       |       |  |
|  |                 |                 |                 |           |        |                  |                  |                  |  |        |        |       |       |  |

## Designaciones
Luis Mauricio Suárez de los Tigres Capitalinos fue nombrado el Novato del Año, y Vicente Pérez Avellá de Guerreros de Oaxaca fue elegido como Directivo del Año.

## Acontecimientos relevantes
- El 8 de mayo, Gerardo "Polvorita" Sánchez de los Tecolotes de los Dos Laredos no aparece en la alineación de su equipo, rompiendo así la racha de 1,415 partidos jugados de forma consecutiva, récord que aún no ha sido superado (Su racha inicio el 25 de marzo de 1987).[2]
- El 25 de junio Nelson Barrera conectó el home run 400 en su carrera, uniéndose a Héctor Espino y Andrés Mora como los únicos que habían alcanzado esa cifra hasta ese momento.
- El 26 de junio Jaime Orozco de Córdoba lanza juego sin hit ni carrera en 7 entradas con score 5-0 sobre Aguascalientes.
- El 4 de agosto Obed Vega de Dos Laredos realiza la misma hazaña en 9 entradas con pizarra de 7-0 sobre Saltillo.